# Fußball-Club Mecklenburg Schwerin
El Fußball-Club Mecklenburg Schwerin és un club de futbol alemany de la ciutat de Schwerin, Mecklenburg-Pomerània Occidental.

## Història
El club va ser fundat el 2013 per la fusió de FC Eintracht Schwerin i FCM Schwerin. Eintracht va ser fundat el 1945 com a SG Schwerin. El 1997 Eintracht absorbí el 1. FSV Schwerin.

### FC Mecklenburg Schwerin
- 1947-1949: SG Schwerin
- 1949-1950: BSG Vorwärts Schwerin
- 1950-1956: BSG Einheit Schwerin
- 1957-1964: SC Traktor Schwerin
- 1964-1988: BSG Motor Schwerin
- 1988-1990: BSG Motor Kabelwerk Schwerin
- 1990-1991: SV Schweriner Kabelwerk
- 1991-1996: Schweriner SC
- 1996-2003: FC Eintracht Schwerin
- 2003-avui: FC Mecklenburg Schwerin

### 1. FSV Schwerin
- 1948-1952: SG Deutsche Volkspolizei Schwerin
- 1952-1990: SG Dynamo Schwerin
- 1990-1991: Polizei SV Schwerin (PSV Schwerin)
- 1991-1997: FSV Schwerin
- 01/07/1997: Annexió al FC Eintracht Schwerin

## Palmarès
- Verbandsliga Mecklenburg-Vorpommern: 
  - 2015-16